# Volker Schlöndorff
Volker Schlöndorff (AFI: [ˈfɔlkɐ ˈʃløːndɔʁf]; Wiesbaden, 31 marzo 1939) è un regista, sceneggiatore, produttore cinematografico, attore e montatore tedesco.

## Biografia
Figlio di un medico, nel 1956 si è trasferito con la sua famiglia a Parigi, dove ha completato i propri studi laureandosi in scienze politiche. Nel contempo ha formato la propria cultura cinematografica, come altri cineasti suoi contemporanei, frequentando ogni sera la Cinémathèque, dove vedrà centinaia di film (fra cui molti muti, divenuti un punto di riferimento importante per il suo lavoro), e si è ritrovato a fare anche il traduttore simultaneo per i film non sottotitolati in francese. Dopo aver frequentato l'IDHEC (Institut des hautes études cinématographiques), è entrato nel mondo del cinema ricoprendo il ruolo di assistente per Louis Malle, Jean-Pierre Melville e Alain Resnais.
Il suo esordio alla regia è avvenuto nel 1966 con I turbamenti del giovane Törless, una trasposizione dell'omonimo romanzo di Robert Musil, che è stata poi presentata in concorso al 19º Festival di Cannes, dove ha vinto il Premio FIPRESCI. Nel 1971 ha sposato la regista Margarethe von Trotta, con cui nel 1975 girerà Il caso Katharina Blum. Ha raggiunto la notorietà e il riconoscimento internazionali con Il tamburo di latta (1979), vincitore della Palma d'oro al 32º Festival di Cannes e dell'Oscar per il migliore film straniero. Negli anni novanta ha accettato la direzione dello Studio Babelsberg.

## Vita privata
Il suo matrimonio con la von Trotta è terminato con un divorzio. Schlöndorff ha poi avuto una figlia dalla seconda moglie Angelika.

## Filmografia

### Regista
- I turbamenti del giovane Törless (Der junge Törless) (1966)
- Vivi ma non uccidere (Mord und Totschlag) (1967)
- La spietata legge del ribelle (Michael Kohlhaas - Der Rebell) (1969)
- Baal (Baal) (1970)
- L'improvvisa ricchezza della povera gente di Kombach (Der plötzliche Reichtum der armen Leute von Kombach) (1971)
- Fuoco di paglia (Strohfeuer) (1972)
- La morale di Ruth Halbfass (Die Moral der Ruth Halbfass) (1972)
- Una notte in Tirolo (Übernachtung in Tirol) (1974)
- Il caso Katharina Blum (Die verlorene Ehre der Katharina Blum) (1975)
- Colpo di grazia (Der Fangschuss) (1976)
- Solo per scherzo, solo per gioco (Nur zum Spaß, nur zum Spiel) (1977)
- Germania in autunno (Deutschland im Herbst) (1978)
- Il tamburo di latta (Die Blechtrommel) (1979)
- L'inganno (Die Fälschung) (1981)
- Un amore di Swann (Un amour de Swann) (1983)
- Morte di un commesso viaggiatore (Death of a Salesman) (1985)
- Tutti colpevoli (A Gathering of Old Man) (1987)
- Il racconto dell'ancella (The Handmaid's Tale) (1990)
- Passioni violente (Homo Faber) (1991)
- L'orco - The Ogre (The Ogre) (1996)
- Palmetto - Un torbido inganno (Palmetto) (1998)
- Il silenzio dopo lo sparo (Die Stille nach dem Schuss) (2000)
- Der neunte Tag (2004)
- Strajk - Die Heldin von Danzig (2006)
- Ulzhan (Ulzhan) (2007)
- La Mer à l'aube (2011)
- Diplomacy - Una notte per salvare Parigi (Diplomatie) (2014)
- Rückkehr nach Montauk (2017)

### Attore
- La fortuna del guerriero, episodio di L'amore e la chance (La Chance et l'amour), regia di Claude Berri (1964)